# Андреа Райзборо
Андреа Луїз Райзборо (англ. Andrea Louise Riseborough; нар. 20 листопада 1981, Ньюкасл-апон-Тайн, Англія, Велика Британія) — британська акторка та кінопродюсерка.

## Життєпис
Андреа Луїз Андреа Райзборо народилася 20 листопада 1981 року в Ньюкасл-апон-Тайн. Виросла в Уїтлі-Бей та вже в дитинстві з'явилася на сцені народного театру в Ньюкасл-апон-Тайн. У 2005 році закінчила Королівську академію драматичного мистецтва.
Акторка багато знімається в серіалах на телебаченні. Дебютувала 2005 року в телевізійному серіалі «Доктор Мартін» (2005), потім у стрічці «Венера» (2006). Серед помітних робіт у кіно — ролі в фільмах «Фокусники» (2007), «Безтурботна» (2008), «Не відпускай мене» (2010), «Зроблено в Дагенхемі» (2010), «Брайтонський льодяник» (2010), «Ми. Віримо у кохання» (2011), «Опір» (2011).
У 2009 році Андреа Райзборо була номінована на премію «BAFTA TV Award» за роль у телефільмі «Маргарет Тетчер: Довгий шлях до Фінчлі» (2008).
У фільмі «Облівіон» (2013), її партнером на знімальному майданчику став сам Том Круз. Важливою віхою у творчості акторки стала головна роль в епізоді «Крокодил» (2017) — це третій епізод четвертого сезону телесеріалу-антології «Чорне дзеркало», який отримав змішані відгуки, але критика високо оцінила зйомки ісландських пейзажів, а також акторську гру Андреа Райзборо і Савар.

## Фільмографія

### Фільми
| Рік  |    | Українська назва                 | Оригінальна назва                 | Роль                        |
| ---- | -- | -------------------------------- | --------------------------------- | --------------------------- |
| 2006 | ф  | Venus                            | Venus                             | любителька історичного кіно |
| 2007 | ф  | Фокусники                        | Magicians                         | Дені                        |
| 2008 | ф  | Happy-Go-Lucky                   | Happy-Go-Lucky                    | Дон                         |
| 2008 | кф |                                  | Love You More                     | Джорджія                    |
| 2010 | ф  | Made in Dagenham                 | Made in Dagenham                  | Бренда                      |
| 2010 | ф  | Ніколи не відпускай мене         | Never Let Me Go                   | Кріссі                      |
| 2010 | ф  | Brighton Rock                    | Brighton Rock                     | Роуз                        |
| 2011 | ф  | Ми. Віримо у кохання             | W.E.                              | Волліс Сімпсон              |
| 2011 | ф  | Відсіч                           | Resistance                        | Сара Льюїс                  |
| 2012 | ф  | Роз'єднання                      | Disconnect                        | Ніна Данем                  |
| 2012 | ф  | Shadow Dancer                    | Shadow Dancer                     | Колетт Маквей               |
| 2013 | ф  | Світ забуття                     | Oblivion                          | Вікторія                    |
| 2013 | ф  | Ласкаво просимо до капкану       | Welcome to the Punch              | детектив Сара Гоукс         |
| 2014 | ф  | Бердмен                          | Birdman                           | Лара                        |
| 2015 | ф  | Зачаївшись                       | Hidden                            | Клер                        |
| 2016 | ф  | Shepherds and Butchers           | Shepherds and Butchers            | прокурор Кетлін Маре        |
| 2016 | ф  | Mindhorn                         | Mindhorn                          | детектив Бейнс              |
| 2016 | ф  | Нічні звірі                      | Nocturnal Animals                 | Алесія Холт                 |
| 2017 | ф  | Битва статей                     | Battle of the Sexes               | Мерлін Барнетт              |
| 2017 | ф  | Смерть Сталіна                   | The Death of Stalin               | Світлана Аллілуєва          |
| 2018 | ф  | Менді                            | Mandy                             | Менді                       |
| 2018 | ф  | Nancy                            | Nancy                             | Ненсі Фрімен                |
| 2018 | ф  | Burden                           | Burden                            | Джуді                       |
| 2019 | ф  | Доброта незнайомців              | The Kindness of Strangers         | Аліса                       |
| 2020 | ф  | Прокляття                        | Grudge                            | детектив Малдун             |
| 2020 | ф  | У чужій шкурі                    | Possessor                         | Тася Вос                    |
| 2020 | ф  |                                  | Luxor                             | Хана                        |
| 2021 | ф  | Електричне життя Луїса Вейна     | The Electrical Life of Louis Wain | Керолайн Вейн               |
| 2022 | ф  | Будь ласка, крихітко, будь ласка | Please Baby Please                | Сьюз                        |
| 2022 | ф  | Заради Леслі                     | To Leslie                         | Леслі Роулендс              |
| 2022 | ф  | Матильда: Мюзикл                 | Matilda                           | місіс Вормвуд               |
| 2022 | ф  | Амстердам                        | Amsterdam                         | Беатріс Ванденхойвель       |
| 2023 | ф  | Лі                               | Lee                               | Одрі Візерс                 |

### Телебачення
| Рік  |    | Українська назва           | Оригінальна назва               | Роль                               |
| ---- | -- | -------------------------- | ------------------------------- | ---------------------------------- |
| 2005 | тф |                            | A Very Social Secretary         | Аманда                             |
| 2005 | тф |                            | Whatever Love Means             | Анна Воллес                        |
| 2005 | с  |                            | Doc Martin                      | Саманта (Епізод: "The Family Way") |
| 2006 | тф |                            | The Secret Life of Mrs. Beeton  | Міра                               |
| 2007 | с  |                            | Party Animals                   | Крісті (8 епізодів)                |
| 2008 | с  | Бути людиною               | Being Human                     | Саманта (Епізод: "Pilot")          |
| 2008 | тф | Довга прогулянка до Фінчлі | The Long Walk to Finchley       | Маргарет Тетчер                    |
| 2008 | с  |                            | The Devil's Whore               | Анжеліка Феншоу (4 епізоди)        |
| 2016 | с  | Родовід                    | Bloodline                       | Еванджелін (8 епізодів)            |
| 2016 | с  |                            | National Treasure               | Ді Фінчлі (4 епізоди)              |
| 2016 | с  |                            | The Witness for the Prosecution | Ромен Хайльгер (2 епізоди)         |
| 2017 | с  | Чорне дзеркало             | Black Mirror                    | Міа Нолан (Епізод: "Крокодил")     |
| 2018 | с  | Вейко                      | Waco                            | Джуді Шнайдер (6 епізодів)         |
| 2020 | с  |                            | ZeroZeroZero                    | Емма Лінвуд (8 епізодів)           |
| 2024 | с  |                            | Alice & Jack                    | Еліс (6 епізодів)                  |
| 2024 | с  |                            | The Regime                      | Агнес (5 епізодів)                 |